# Picnic day
Il Picnic Day è un giorno festivo nel Territorio del Nord dell'Australia che si celebra ogni anno il primo lunedì di agosto.

## Storia
Gli eventi del Picnic Day nel Territorio del Nord risalgono alla fine del 1800. Si sono svolti in una varietà di luoghi come il fiume Adelaide in diversi periodi dell'anno.
L'abitudine di celebrare il Picnic Day regolarmente con cadenza annuale sul fiume Adelaide è stata iniziata dai dipendenti delle ferrovie che lavoravano sulla North Australia Railway. Non si conosce la data del primo evento. Tra il 1926 e il 1935 non si tenne nessun evento del Picnic Day. Ci fu un tentativo di far rivivere la festa nel 1933 ma non fu ufficialmente celebrata di nuovo fino a tre anni dopo.
Le gare Harts Range nell'Australia centrale si svolgono ogni fine settimana del Picnic Day. Le gare iniziarono nel 1946, quando i tre fratelli Bennett, Qinton e Kil Webb della stazione di Mount Riddock gareggiarono con l'allevatore Jack Schaber e il poliziotto Bob Darken per una distanza di circa un miglio fino agli Ulgarna Yards per determinare chi aveva il cavallo più veloce. L'evento ispirò il primo incontro ufficiale di corse all'Harts Range nel novembre 1947. È diventato un evento annuale.